# 西原純
西原 純（にしはら じゅん、1967年11月10日 - ）は、日本の俳優、声優。東京都板橋区出身。ワンズバースエージェンシー所属。

## 人物
添田事務所、プレステージを経てジェイ・クリップに所属。國學院久我山高等学校卒業。
趣味はバスフィッシング。特技は卓球　柔道（初段）。

## 出演作品

### テレビアニメ
- パワーパフガールズ（グラバー、シザーズ、パブロ、他）

### 劇場版アニメ
- パワーパフガールズ ザ・ムービー（グラバー）

### 吹き替え
- ER緊急救命室シーズン10 #3（気のきいた患者）
- クレイドル・ウィル・ロック 奇跡の一夜（男4）

### テレビドラマ
- 警部補 佃次郎第6作「小壜に詰めた死」（1998年8月11日）- ホテル従業員 役
- クロサギ
- 被取締役新入社員（中沢）
- プラトニック（臼井達生）
- お兄ちゃん、ガチャ（卜部一郎）
- 高嶺の花（クラブ花店長 鎌倉洋二）
- 相棒 season19（貴戸）

### 舞台
- アニーよ銃をとれ（マック）
- 飯田史彦 朗読劇&音楽療法コンサート（飯田先生）
- GIFT（彩香の父）
- CABARET（ヘルマン）
- 京都 都大路 謎の花くらべ（相良刑事）
- グランドホテル（ドアマン）
- グリーンフィンガーズ（アラン・ティッチマージ）
- グリーンベンチ（明）
- 小使いさんはお人好し（品川）
- ザ・リンク（ダニー）
- ジプシー（アンジー）
- スペアリブ（谷口秀雄）
- ゼロ時間へ（ジェームス・リーチ）
- 卒塔婆小町（女）
- 地下鉄に乗って
- 夏の夜の夢（蜘蛛の糸）
- にごり江（正太郎）
- 二十世紀（社会主義者の男）
- HIGH SCHOOL MUSICAL（ジャック・スコット）
- ヴェローナの二紳士（シーフ）
- ピーターパン（海賊ジェークス）
- フットルース（ジェター）
- 魔女の宅急便（ワトソン）
- メトロに乗って（小沼圭三）
- モダン・ミリー（チン・ホー）
- ロミオとジュリエット（パリスの小姓）
- 若草物語（ローリー）
- イノサンmusicale